# Formule 1 v roce 1968
Sezóna Formule 1 1968 byla v pořadí 19. v šampionátu FIA Formule 1.
Konalo se 12 závodů, z nichž první se jel 1. ledna a poslední 3. listopadu. Body se jako dosud rozdělovaly podle pořadí 9-6-4-3-2-1. Platil limit objemu motoru 3 l (s kompresorem 1,5 l, ale všichni účastníci používali atmosférické motory), minimální hmotnost vozu byla 500 kg. Pneumatiky byly značek Firestone a Goodyear.
Graham Hill v tomto roce podruhé v mistrovství celkově zvítězil. Lotus se potřetí stal vítězem poháru konstruktérů.

## Závody započítávané do MS
| Datum              | Grand Prix                               | Náhled | Akce                 | Jezdec                   | Vůz                       | Stav MS     |
| ------------------ | ---------------------------------------- | ------ | -------------------- | ------------------------ | ------------------------- | ----------- |
| 1. GP 1. leden     | Jihoafrická republika Kyalami (Výsledky) |        | Závod                | Jim Clark                | Lotus-Ford Cosworth 49    | Jim Clark   |
| 1. GP 1. leden     | Jihoafrická republika Kyalami (Výsledky) | Kolo   | Jim Clark            | Lotus-Ford Cosworth 49   |                           | Jim Clark   |
| 1. GP 1. leden     | Jihoafrická republika Kyalami (Výsledky) | Pole   | Jim Clark            | Lotus-Ford Cosworth 49   |                           | Jim Clark   |
| 2. GP 12. května   | Španělsko Jarama (Výsledky)              |        | Závod                | Graham Hill              | Lotus-Ford Cosworth 49    | Graham Hill |
| 2. GP 12. května   | Španělsko Jarama (Výsledky)              | Kolo   | Jean-Pierre Beltoise | Matra-Ford Cosworth MS10 |                           | Graham Hill |
| 2. GP 12. května   | Španělsko Jarama (Výsledky)              | Pole   | Chris Amon           | Ferrari 312              |                           | Graham Hill |
| 3. GP 26. května   | Monako Circuit de Monaco (Výsledky)      |        | Závod                | Graham Hill              | Lotus-Ford Cosworth 49    | Graham Hill |
| 3. GP 26. května   | Monako Circuit de Monaco (Výsledky)      | Kolo   | Richard Attwood      | BRM P33                  |                           | Graham Hill |
| 3. GP 26. května   | Monako Circuit de Monaco (Výsledky)      | Pole   | Graham Hill          | Lotus-Ford Cosworth 49   |                           | Graham Hill |
| 4. GP 9. červen    | Belgie Spa-Francorchamps (Výsledky)      |        | Závod                | Bruce McLaren            | McLaren-Ford Cosworth M7A | Graham Hill |
| 4. GP 9. červen    | Belgie Spa-Francorchamps (Výsledky)      | Kolo   | John Surtees         | Brabham-Repco BT20       |                           | Graham Hill |
| 4. GP 9. červen    | Belgie Spa-Francorchamps (Výsledky)      | Pole   | Chris Amon           | Ferrari 312              |                           | Graham Hill |
| 5. GP 23. červen   | Nizozemsko Zandvoort (Výsledky)          |        | Závod                | Jackie Stewart           | Matra-Ford Cosworth MS10  | Graham Hill |
| 5. GP 23. červen   | Nizozemsko Zandvoort (Výsledky)          | Kolo   | Jean-Pierre Beltoise | Matra-Ford Cosworth MS9  |                           | Graham Hill |
| 5. GP 23. červen   | Nizozemsko Zandvoort (Výsledky)          | Pole   | Chris Amon           | Ferrari 312              |                           | Graham Hill |
| 6. GP 7. červenec  | Francie Rouen-les-Essarts (Výsledky)     |        | Závod                | Jacky Ickx               | Ferrari 312               | Graham Hill |
| 6. GP 7. červenec  | Francie Rouen-les-Essarts (Výsledky)     | Kolo   | Pedro Rodríguez      | BRM P33                  |                           | Graham Hill |
| 6. GP 7. červenec  | Francie Rouen-les-Essarts (Výsledky)     | Pole   | Jochen Rindt         | Lotus-Climax 49          |                           | Graham Hill |
| 7. GP 20. červenec | Velká Británie Brands Hatch (Výsledky)   |        | Závod                | Jo Siffert               | Lotus-Ford Cosworth 49    | Graham Hill |
| 7. GP 20. červenec | Velká Británie Brands Hatch (Výsledky)   | Kolo   | Jo Siffert           | Lotus-Ford Cosworth 49   |                           | Graham Hill |
| 7. GP 20. červenec | Velká Británie Brands Hatch (Výsledky)   | Pole   | Graham Hill          | Lotus-Ford Cosworth 49   |                           | Graham Hill |
| 8. GP 4. srpen     | Německo Nürburgring (Výsledky)           |        | Závod                | Jackie Stewart           | Matra-Ford Cosworth MS9   | Graham Hill |
| 8. GP 4. srpen     | Německo Nürburgring (Výsledky)           | Kolo   | Jackie Stewart       | Matra-Ford Cosworth MS9  |                           | Graham Hill |
| 8. GP 4. srpen     | Německo Nürburgring (Výsledky)           | Pole   | Jacky Ickx           | Ferrari 312              |                           | Graham Hill |
| 9. GP 8. září      | Itálie Monza (Výsledky)                  |        | Závod                | Denny Hulme              | McLaren-Ford Cosworth M7A | Graham Hill |
| 9. GP 8. září      | Itálie Monza (Výsledky)                  | Kolo   | Jackie Oliver        | Lotus-Ford Cosworth 49   |                           | Graham Hill |
| 9. GP 8. září      | Itálie Monza (Výsledky)                  | Pole   | John Surtees         | Lotus-Climax 49          |                           | Graham Hill |
| 10. GP 22. září    | Kanada Mont-Tremblant (Výsledky)         |        | Závod                | Denny Hulme              | McLaren-Ford Cosworth M7A | Graham Hill |
| 10. GP 22. září    | Kanada Mont-Tremblant (Výsledky)         | Kolo   | Jo Siffert           | Lotus-Ford Cosworth 49   |                           | Graham Hill |
| 10. GP 22. září    | Kanada Mont-Tremblant (Výsledky)         | Pole   | Jochen Rindt         | Lotus-Climax 49          |                           | Graham Hill |
| 11. GP 6. říjen    | USA Watkins Glen (Výsledky)              |        | Závod                | Jackie Stewart           | Matra-Ford Cosworth MS9   | Graham Hill |
| 11. GP 6. říjen    | USA Watkins Glen (Výsledky)              | Kolo   | Jackie Stewart       | Matra-Ford Cosworth MS9  |                           | Graham Hill |
| 11. GP 6. říjen    | USA Watkins Glen (Výsledky)              | Pole   | Mario Andretti       | Lotus-Ford Cosworth 49   |                           | Graham Hill |
| 12. GP 3. listopad | Mexiko Hermanos Rodríguez (Výsledky)     |        | Závod                | Graham Hill              | Lotus-Ford Cosworth 49    | Graham Hill |
| 12. GP 3. listopad | Mexiko Hermanos Rodríguez (Výsledky)     | Kolo   | Jo Siffert           | Lotus-Ford Cosworth 49   |                           | Graham Hill |
| 12. GP 3. listopad | Mexiko Hermanos Rodríguez (Výsledky)     | Pole   | Jo Siffert           | Lotus-Ford Cosworth 49   |                           | Graham Hill |

### Jihoafrická republika
Tento závod je významný nejen jako poslední závod Formule 1, který Clark vyhrál, ale také jako poslední, kterého se kdy zúčastnil, protože o tři měsíce později měl smrtelnou nehodu na Hockenheimringu v Německu. V tomto závodě se tým Gunston stal prvním týmem Formule 1, který namísto národních barev oblékl své vozy do barev svých sponzorů, když nasadil soukromý Brabham pro Johna Lovea a LDS pro Sama Tinglea.
Tento závod byl také posledním závodem Mika Spence, který se o několik měsíců později zabil při tréninku na závod Indianapolis 500 v roce 1968.
Prvních šest míst na startovním roštu obsadili buď předchozí, nebo budoucí mistři světa. Úřadující šampion Denny Hulme však startoval až z devátého místa.
Clark během víkendu překonal mnoho rekordů, například vedl nejvíce Grand Prix (43), najel nejvíce kol (1 943), měl nejvíce perfektních víkendů (11), dosáhl nejvíce pole position (33) a nakonec dosáhl 25 vítězství v závodě, čímž překonal 11 let starý rekord Juana Manuela Fangia.

### Španělsko
Během kvalifikace získal Chris Amon z Ferrari svou první pole position v historii, Graham Hill z truchlícího týmu Lotus se umístil na šestém místě.
Osud Lotusu se však obrátil během nedělního závodu, který se jel v úmorném vedru. Na startu se do čela dostal Pedro Rodríguez s vozem BRM, následovaný Beltoisem, Amonem a Hulmem. Francouz se dostal do vedení ve 12. kole, aby o čtyři kola později odstoupil s problémy s motorem. Amon se vrátil do čela, těsně následován Rodriguezem, dokud se Mexičan ve 28. kole neroztočil a nehavaroval. Zatímco čekal na své mechaniky, aby vůz vyzvedli, diváci se "snesli na vůz jako supi a strhali z něj zrcátka, sedadlo, čelní sklo a přední kryt". Tato odstoupení vynesla Hilla na druhé místo za Amona, kterého v 58. kole postihla porucha palivového čerpadla, což Hillovi, který byl o míli zpět, přineslo první místo a vítězství. Hulme byl těsně za Hillem, ale když jeho McLaren ztratil druhý rychlostní stupeň, musel odstoupit a Angličan dojel domů. Beltoise se z mechanických potíží dostal a zaznamenal nejrychlejší kolo závodu.

### Monako
Johnny Servoz-Gavin převzal na startu vedení od Hilla, zatímco Bruce McLaren vyřadil v prvním kole v šikaně druhý Lotus Jackieho Olivera. Servoz-Gavina postihla smůla ve 3. kole, kdy mu selhal hnací hřídel a havaroval. To udalo tón zbytku závodu, kdy po sérii nehod a mechanických poruch dokončilo závod pouze pět vozů, přičemž všichni od třetího místa dojeli nejméně čtyři kola za pozdějším vítězem Hillem, který si čtvrtým vítězstvím v knížectví upevnil pověst "pana Monaka". Závěr byl však těsný, protože náhradník za BRM Richard Attwood překvapil tím, že skončil jen 2 sekundy za Angličanem. Přestože Hill během závodu třikrát překonal monacký rekord, byl to nakonec Attwood, kdo zaznamenal nejrychlejší kolo, jediné ve své kariéře. mělo to být také jeho jediné umístění na stupních vítězů v závodě Formule 1, stejně jako pro Belgičana Luciena Bianchiho, který skončil třetí.
O pouhé dva týdny později postihne formuli 1 další katastrofa, když se při závodě do vrchu v Rossfeldu zabije Ludovico Scarfiotti, který obsadil čtvrté místo.

### Belgie
Poté, co Lotus v předchozím závodě, představil na voze Formule 1 křídla s negativním přítlačným křídlem na nosníku, přidalo Ferrari na vůz svého vedoucího jezdce Chrise Amona[1] křídlo na vzpěrách a ten získal pole position a v kvalifikaci byl o 4 sekundy rychlejší než druhý nejrychlejší vůz Jackieho Stewarta, ačkoli Amon tvrdil, že bez křídel zajel podobné časy. [2] Amonův týmový kolega Jacky Ickx na svém voze křídla neměl. 3] Tým Brabham také namontoval zadní křídlo na vůz Jacka Brabhama, spojené se střemhlavými letadly na přídi, aby se zabránilo vztlaku; kvalifikoval se na 10. místo. 4] Křídla byla přidána na Ickxův vůz (a mnoho dalších týmů tento nápad okopírovalo pro své vozy) pro následující závod, Velkou cenu Nizozemska 1968 v Zandvoortu. V průběhu sezóny 1968 mnoho týmů F1 využívalo křídla upevněná na vzpěrách přímo k prvkům zavěšení - kopírovalo praxi sportovních vozů Chaparral -, aby zvýšilo rychlost v zatáčkách a zkrátilo časy na kolo. Ferrari nikdy nepoužilo vzpěrová křídla připevněná k zavěšení, protože Enzo Ferrari to považoval za příliš nebezpečné, a pokračovalo s křídly připevněnými přímo k podvozku.

### Nizozemsko
Závod na 90 kol vyhrál jezdec Matry Jackie Stewart, který startoval z páté pozice. Druhý skončil jeho týmový kolega Jean-Pierre Beltoise a třetí místo obsadil jezdec BRM Pedro Rodríguez.

### Francie
Závod na 60 kol vyhrál jezdec Ferrari Jacky Ickx, který startoval ze třetího místa. Druhý skončil John Surtees za tým Honda a třetí místo obsadil jezdec Matry Jackie Stewart.
Francouzský jezdec Jo Schlesser měl smrtelnou nehodu ve druhém kole závodu, když ztratil kontrolu nad vozem v tehdy novém podvozku Honda RA302, který se převrátil a začal hořet částečně kvůli obsahu hořčíku [citace]. byl vybrán jako jezdec, když stálý jezdec Hondy F1 John Surtees odmítl řídit nový vůz a zvolil starší podvozek RA301 s odůvodněním, že nový vůz není bezpečný. Tento závod byl zlomovým bodem ve Formuli 1, protože Schlesserova smrt si vyžádala mnoho bezpečnostních opatření v pozdějších závodech.
Byl to také poslední závod F1, který se jel na okruhu Rouen-Les Essarts.

### Velká Británie
Závod na 80 kol vyhrál Jo Siffert, což bylo jeho první vítězství ve Formuli 1 a první vítězství švýcarského jezdce. Siffertovo vítězství bylo zároveň devátým a posledním vítězstvím soukromého týmu Rob Walker Racing.

### Německo
I přes zrádné podmínky přišlo v neděli odpoledne na závod 200 000 diváků. Závod se ukázal jako one-man show Skota Jackieho Stewarta. Zatímco Graham Hill se na startu ujal vedení, Stewart se do konce prvního kola posunul na první místo a vybudoval si devítisekundový náskok. Své vynikající pneumatiky Dunlop na mokré vozovce skvěle využil a do konce druhého kola zvýšil svůj náskok na 34 sekund. Když závod po 14 kolech skončil, Stewart projel cílem s více než čtyřminutovým náskokem před druhým Hillem. Pozdější mistr světa se v 11. kole roztočil, ale dokázal vystoupit z vozu, zatlačit ho do správného směru a pokračovat v jízdě, než ho třetí Jochen Rindt dostihl. 11 kol bojoval Chris Amon s Hillem o druhé místo a málokdy je dělila více než vteřina, dokud Amon nevypadl ze závodu ve stejném kole jako Hill.

### Itálie
Závod se jel na 68 kol na Autodromo Nazionale di Monza za slunečného počasí a Surtees vedl od startu. McLaren a Surtees bojovali o vedení, dokud Ferrari Chrise Amona neztratilo kontrolu nad olejem, který upustil jeden z vozů Honda RA301, a jeho vůz v jedné z rychlých zatáček Lesmo přeletěl přes svodidla do stromů. Surtees také narazil do zdi, když se snažil vyhnout Ferrari. Jo Siffert se tak dostal na druhé místo, třetí byl Jackie Stewart. Skot se posunul na druhé místo a mezi McLarenem, Stewartem, Siffertem a Dennym Hulmem se strhla bitva o vedení.
Vůz M7A týmu McLaren musel ve 35. kole zastavit kvůli doplnění oleje a odstoupil. Stewart odstoupil ve 43. kole, když mu selhal motor Cosworth. Hulme v této fázi závodu již vedl, a když Siffert devět kol před koncem odstoupil s poruchou zadního zavěšení, Hulmeovi zůstalo vítězství. Zvítězil v čase 1 hodina 40 minut 14,8 sekundy a dosáhl průměrné rychlosti 146,284 km/h. Za ním se odehrával souboj mezi Johnnym Servoz-Gavinem, Jackym Ickxem a Jochenem Rindtem. Ickxovo Ferrari se dostalo do čela, aby v závěrečném kole zastavilo kvůli doplnění paliva. Přitom klesl na třetí místo za Servoz-Gavina, zatímco Rindt musel odstoupit s poruchou motoru. Šestici nejlepších doplnili Piers Courage, Jean-Pierre Beltoise a Jo Bonnier, další jezdci nedojeli.

### Kanada
Závod se jel na 90 kol na okruhu Mont-Tremblant za slunečného počasí a hned od začátku vedl vůz Ferrari Chrise Amona, za kterým se hnal Jo Siffert. Následovali Jochen Rindt, Dan Gurney a Graham Hill. Pozice na čele zůstaly stabilní, John Surtees odstoupil z osmého místa s problémy s převodovkou. Ve 14. kole se Hillovi podařilo předjet Gurneyho a o 12 kol později Američan odstoupil s prasklým chladičem. Ve 29. kole došlo k úniku oleje, a tak byl Rindt druhý, i když i on krátce poté odstoupil s poruchou motoru. Tím se Hill dostal na druhé místo. I to však nemělo dlouhého trvání, protože se brzy propadl za McLareny Dennyho Hulmea a Bruce McLarena kvůli vážným problémům s vibracemi. Hillův Lotus 49B se postupně propadal dozadu a předjeli ho Pedro Rodríguez a Johnny Servoz-Gavin. O několik kol později (71. kolo) se Servoz-Gavinova Matra roztočila a Hill se vrátil na páté místo[2][3].
Zatímco se toto vše odehrávalo, zdálo se, že Amon má prvních 72 kol závodu vše pod kontrolou, nicméně v 73. kole zasáhla jeho pověstná smůla, když jeho Ferrari selhala převodovka. To přineslo vítězství McLarenu v poměru 1:2 a třetí místo pro BRM urval Rodríguez. Hulme zvítězil v čase 2 h 27,11,2 min. s průměrnou rychlostí 97,799 km/h a byl o celé kolo před svým týmovým kolegou.
Tímto výsledkem se úřadující mistr světa Hulme bodově vyrovnal Hillovi, přičemž do konce sezóny zbývaly dva závody.

### USA
Závod na 108 kol vyhrál jezdec Matry Jackie Stewart, který startoval z druhého místa. Druhý skončil Graham Hill za tým Lotus a třetí místo obsadil jezdec Hondy John Surtees. Byl to premiérový závod budoucího mistra světa Maria Andrettiho.

### Mexiko
V tomto závodě se rozhodovalo o titulu mistra světa jezdců, o který se utkali Britové Graham Hill s vozem Lotus 49B-Ford a Jackie Stewart s vozem Matra MS10-Ford a obhájce titulu, Novozélanďan Denny Hulme s vozem McLaren M7A-Ford. Závod byl posunut o týden, aby nekolidoval s Letními olympijskými hrami v Mexico City, které končily 26. října.
Hulme startoval s matematickou šancí stát se mistrem světa, ale jeho McLaren brzy zlomil zadní člen zavěšení, havaroval a začal hořet. Jo Siffert se ujal vedení, ale musel do boxů s přetrženým plynovým lankem. Stewart se propadl zpět, když mu začal špatně hořet motor, jeho vůz začal špatně fungovat a měl problém s přívodem paliva. Hill tento závod a své druhé mistrovství jezdců vyhrál poté, co se Stewart propadl na sedmé místo po problému s motorem jeho Matry.
Snaha mexické vlády omezit občanské nepokoje vedla k přechodu od vojenské policie k neozbrojeným policistům a traťovým maršálům pro kontrolu davu; ke konci závodu diváci vnikali na samotnou trať, což byl jeden z důvodů konečného zrušení budoucích Velkých cen Mexika.

## Závody nezapočítávané do MS

### Tasmánský pohár
| Poř. | Jezdci          | Vůz                           | Puk | Lev | Wig | Ter | Sur | War | San | Lon | Body |
| ---- | --------------- | ----------------------------- | --- | --- | --- | --- | --- | --- | --- | --- | ---- |
| 1    | Jim Clark       | Lotus 49T Cosworth            | Ret | Ret | 1   | 2   | 1   | 1   | 1   | 5   | 44   |
| 2    | Chris Amon      | Dino 246 Tasmania             | 1   | 1   | 2   | 4   | Ret | 4   | 2   | 7   | 36   |
| 3    | Piers Courage   | McLaren M4A Cosworth          | 3   | 2   | 4   | 5   | 3   | 3   | 5   | 1   | 34   |
| 4    | Graham Hill     | Lotus 49T Cosworth            |     |     |     |     | 2   | 2   | 3   | 6   | 17   |
| =    | Frank Gardner   | Brabham BT23D Alfa Romeo      | 2   | Ret | Ret | 3   | 9   | Ret | 4   | 3   | 17   |
| 6    | Bruce McLaren   | BRM P126                      | Ret | Ret | 5   | 1   |     |     |     |     | 11   |
| 7    | Pedro Rodríguez | BRM P126 BRM P261             | Ret | Ret | 6   | Ret | 10  | 6   | Ret | 2   | 8    |
| =    | Denny Hulme     | Brabham BT23 Cosworth         |     |     | 3   | 6   | 6   | 5   | 9   | DNS | 8    |
| 9    | Jim Palmer      | McLaren M4A Cosworth          | 4   | 3   | 7   | 8   |     |     |     |     | 3    |
| 10   | Richard Attwood | BRM P126                      |     |     |     |     | Ret | Ret | 6   | 4   | 4    |
| 11   | Leo Geoghegan   | Lotus 39 Repco                |     |     |     |     | 4   | Ret | 7   | DNS | 3    |
| =    | Roly Levis      | Brabham BT18 Ford             | 8   | 4   | 8   | 10  |     |     |     |     | 3    |
| 13   | Kevin Bartlett  | Brabham BT11A Coventry Climax |     |     |     |     | 5   | Ret | 8   | DNS | 2    |
| =    | Red Dawson      | Brabham BT7A Coventry Climax  | Ret | 5   | 9   | DNS |     |     |     |     | 2    |
| =    | Paul Bolton     | Brabham BT22 Coventry Climax  | 5   | Ret | Ret |     |     |     |     |     | 2    |
| 16   | Graeme Lawrence | Brabham BT18 Ford             | 6   | 9   | Ret | 9   |     |     |     |     | 1    |
| =    | Bill Stone      | Brabham BT6 Ford              | 10  | 6   | 10  | Ret |     |     |     |     | 0    |

### Mistrovství Jihoafrické republiky
| Poř. | Jezdci               | Kil | Kya | Hes | Kya | Hes | Pri | Kya | Kil | Kya | McN | Body  |
| ---- | -------------------- | --- | --- | --- | --- | --- | --- | --- | --- | --- | --- | ----- |
| 1    | John Love            | Ret | 1   | 1   | 1   | Ret | 1   | 1   | DNS | Ret | 1   | 54    |
| 2    | Jackie Pretorius     | 2   | 3   | 2   | 4   | 3   | 2   | 4   | 1   | Ret | Ret | 43.5  |
| 3    | Sam Tingle           | 3   | Ret | 7   | 3   | 2   | 4   | 5   | 3   | 5   | 2   | 33.5  |
| 4    | Dave Charlton        | Ret | 2   |     |     |     |     | 3   | 2   | 1   | 4   | 28    |
| 5    | Basil van Rooyen     |     | Ret | Ret | 2   | 1   | 5   | 2   | DNS | 2   |     | 27    |
| 6    | Bob Olthoff          |     | Ret | 3   | 5   | Ret | 3   | Ret | Ret | 3   | 3   | 14    |
| 7    | Peter Parnell        | 4   | Ret |     | 6   | 4   | Ret | 6   | 4   | 6   | Ret | 13    |
| 8    | John McNicol         | Ret | 6   | 6   | 7   | 6   | 5   | 7   | 5   |     |     | 6     |
| 9    | Trevor Blokdyk       | Ret | 4   | 5   |     |     |     |     |     |     |     | 5     |
| 10   | Clive Puzey          | Ret | 5   | Ret | Ret | Ret | Ret | 8   | 6   |     | 6   | 4     |
| 11   | Peter de Klerk       |     |     |     |     |     |     |     |     | 4   |     | 3     |
| =    | Tony Jefferies       |     |     | 4   | Ret | Ret |     |     |     |     |     | 3     |
| 13   | Leo Dave             | Ret | 8   | Ret | 9   | 5   |     |     |     |     |     | 2     |
| =    | Mike Domingo         |     |     |     |     |     |     |     |     |     | 5   | 2     |
| 15   | Brian McKenzie       |     | 7   | 8   | 7   | Ret | 6   | Ret |     | 7   |     | 1     |
| 16   | Jean-Pierre Beltoise | 1   |     |     |     |     |     |     |     |     |     | 0 (9) |

## Konečné hodnocení Mistrovství světa

### Pohár jezdců
| Poř. | Jezdci               | JAR | SPA | MON | BEL | NED | FRA | GBR | GER | ITA | CAN | USA | MEX | Body |
| ---- | -------------------- | --- | --- | --- | --- | --- | --- | --- | --- | --- | --- | --- | --- | ---- |
| 1    | Graham Hill          | 2   | 1   | 1   | Ret | 9   | Ret | Ret | 2   | Ret | 4   | 2   | 1   | 48   |
| 2    | Jackie Stewart       | Ret |     |     | 4   | 1   | 3   | 6   | 1   | Ret | 6   | 1   | 7   | 36   |
| 3    | Denny Hulme          | 5   | 2   | 5   | Ret | Ret | 5   | 4   | 7   | 1   | 1   | Ret | Ret | 33   |
| 4    | Jacky Ickx           | Ret | Ret |     | 3   | 4   | 1   | 3   | 4   | 3   | DNS |     | Ret | 27   |
| 5    | Bruce McLaren        |     | Ret | Ret | 1   | Ret | 8   | 7   | 13  | Ret | 2   | 6   | 2   | 22   |
| 6    | Pedro Rodríguez      | Ret | Ret | Ret | 2   | 3   | NC  | Ret | 6   | Ret | 3   | Ret | 4   | 18   |
| 7    | Jo Siffert           | 7   | Ret | Ret | 7   | Ret | 11  | 1   | Ret | Ret | Ret | 5   | 6   | 12   |
| 8    | John Surtees         | 8   | Ret | Ret | Ret | Ret | 2   | 5   | Ret | Ret | Ret | 3   | Ret | 12   |
| 9    | Jean-Pierre Beltoise | 6   | 5   | Ret | 8   | 2   | 9   | Ret | Ret | 5   | Ret | Ret | Ret | 11   |
| 10   | Chris Amon           | 4   | Ret |     | Ret | 6   | 10  | 2   | Ret | Ret | Ret | Ret | Ret | 10   |
| 11   | Jim Clark            | 1   |     |     |     |     |     |     |     |     |     |     |     | 9    |
| 12   | Jochen Rindt         | 3   | Ret | Ret | Ret | Ret | Ret | Ret | 3   | Ret | Ret | Ret | Ret | 8    |
| 13   | Richard Attwood      |     |     | 2   | Ret | 7   | 7   | Ret | 14  |     |     |     |     | 6    |
| 14   | Johnny Servoz-Gavin  |     |     | Ret |     |     | Ret |     |     | 2   | Ret |     | Ret | 6    |
| 15   | Jackie Oliver        |     |     | Ret | 5   | NC  | DNS | Ret | 11  | Ret | Ret | DNS | 3   | 6    |
| 16   | Ludovico Scarfiotti  | Ret | 4   | 4   |     |     |     |     |     |     |     |     |     | 6    |
| 17   | Lucien Bianchi       |     |     | 3   | 6   | Ret |     |     | Ret |     | NC  | NC  | Ret | 5    |
| 18   | Vic Elford           |     |     |     |     |     | 4   | Ret | Ret | Ret | 5   | Ret | 8   | 5    |
| 19   | Brian Redman         | Ret | 3   |     | Ret |     |     |     |     |     |     |     |     | 4    |
| 20   | Piers Courage        |     | Ret | Ret | Ret | Ret | 6   | 8   | 8   | 4   | Ret | Ret | Ret | 4    |
| 21   | Dan Gurney           | Ret |     | Ret |     | Ret |     | Ret | 9   | Ret | Ret | 4   | Ret | 3    |
| 22   | Jo Bonnier           | Ret |     | DNQ | Ret | 8   |     | Ret |     | 6   | Ret | NC  | 5   | 3    |
| 23   | Jack Brabham         | Ret | DNS | Ret | Ret | Ret | Ret | Ret | 5   | Ret | Ret | Ret | 10  | 2    |
| 24   | Silvio Moser         |     |     | DNQ |     | 5   |     | NC  | DNS | DNQ |     |     |     | 2    |
| —    | Henri Pescarolo      |     |     |     |     |     |     |     |     |     | Ret | DNS | 9   | 0    |
| —    | John Love            | 9   |     |     |     |     |     |     |     |     |     |     |     | 0    |
| —    | Hubert Hahne         |     |     |     |     |     |     |     | 10  |     |     |     |     | 0    |
| —    | Kurt Ahrens Jr.      |     |     |     |     |     |     |     | 12  |     |     |     |     | 0    |
| —    | Jackie Pretorius     | NC  |     |     |     |     |     |     |     |     |     |     |     | 0    |
| —    | Derek Bell           |     |     |     |     |     |     |     |     | Ret |     | Ret |     | 0    |
| —    | Mario Andretti       |     |     |     |     |     |     |     |     | DNS |     | Ret |     | 0    |
| —    | Bobby Unser          |     |     |     |     |     |     |     |     | DNS |     | Ret |     | 0    |
| —    | Andrea de Adamich    | Ret |     |     |     |     |     |     |     |     |     |     |     | 0    |
| —    | Dave Charlton        | Ret |     |     |     |     |     |     |     |     |     |     |     | 0    |
| —    | Mike Spence          | Ret |     |     |     |     |     |     |     |     |     |     |     | 0    |
| —    | Basil van Rooyen     | Ret |     |     |     |     |     |     |     |     |     |     |     | 0    |
| —    | Sam Tingle           | Ret |     |     |     |     |     |     |     |     |     |     |     | 0    |
| —    | Jo Schlesser         |     |     |     |     |     | Ret |     |     |     |     |     |     | 0    |
| —    | Robin Widdows        |     |     |     |     |     |     | Ret |     |     |     |     |     | 0    |
| —    | David Hobbs          |     |     |     |     |     |     |     |     | Ret |     |     |     | 0    |
| —    | Bill Brack           |     |     |     |     |     |     |     |     |     | Ret |     |     | 0    |
| —    | Moisés Solana        |     |     |     |     |     |     |     |     |     |     |     | Ret | 0    |
| —    | Al Pease             |     |     |     |     |     |     |     |     |     | DNS |     |     | 0    |
| —    | Frank Gardner        |     |     |     |     |     |     |     |     | DNQ |     |     |     | 0    |
| Poř. | Jezdci               | JAR | SPA | MON | BEL | NED | FRA | GBR | GER | ITA | CAN | USA | MEX | Body |

### Pohár konstruktérů
| Poř. | Konstruktér     | JAR | SPA | MON | BEL | NED | FRA | GBR | GER | ITA | CAN | USA | MEX | Body |
| ---- | --------------- | --- | --- | --- | --- | --- | --- | --- | --- | --- | --- | --- | --- | ---- |
| 1    | Lotus-Ford      | 1   | 1   | 1   | 5   | 9   | 11  | 1   | 2   | Ret | 4   | 2   | 1   | 62   |
| 2    | McLaren-Ford    |     | 2   | 5   | 1   | Ret | 5   | 4   | 7   | 1   | 1   | 4   | 2   | 49   |
| 3    | Matra-Ford      | 6   | 5   | Ret | 4   | 1   | 3   | 6   | 1   | 2   | 6   | 1   | 7   | 45   |
| 4    | Ferrari         | 4   | Ret |     | 3   | 4   | 1   | 2   | 4   | 3   | Ret | Ret | Ret | 32   |
| 5    | BRM             | Ret | Ret | 2   | 2   | 3   | 6   | 8   | 6   | 4   | 3   | Ret | 4   | 28   |
| 6    | Honda           | 8   | Ret | Ret | Ret | Ret | 2   | 5   | Ret | Ret | Ret | 3   | 5   | 14   |
| 7    | Cooper-BRM      |     | 3   | 3   | 6   | Ret | 4   | Ret | Ret | Ret | 5   | NC  | 8   | 14   |
| 8    | Brabham-Repco   | 3   | Ret | Ret | Ret | 5   | Ret | Ret | 3   | Ret | Ret | Ret | 10  | 10   |
| 9    | Matra           |     |     | Ret | 8   | 2   | 9   | Ret | Ret | 5   | Ret | Ret | 9   | 8    |
| 10   | McLaren-BRM     | 5   | WD  | DNQ | Ret | 8   |     | Ret | WD  | 6   | Ret | NC  | DNS | 3    |
| —    | Cooper-Maserati | 7   |     |     |     |     |     | WD  |     |     |     |     |     | 0    |
| —    | Eagle-Weslake   | Ret |     | Ret | WD  |     | WD  | Ret | 9   | Ret |     |     |     | 0    |
| —    | Lola-BMW        |     |     |     |     |     |     |     | 10  |     |     |     |     | 0    |
| —    | Brabham-Climax  | NC  |     |     |     |     |     |     |     |     |     |     |     | 0    |
| —    | LDS-Repco       | Ret |     |     |     |     |     |     |     |     |     |     |     | 0    |
| —    | Cooper-Climax   | Ret |     |     |     |     |     |     |     |     |     |     |     | 0    |
| —    | Eagle-Climax    |     |     |     |     |     |     |     |     |     | DNS |     |     | 0    |
| Poř. | Konstruktér     | JAR | SPA | MON | BEL | NED | FRA | GBR | GER | ITA | CAN | USA | MEX | Body |

### Národy
1. Velká Británie 130
2. Nový Zéland 65
3. Belgie 32
4. Mexiko 18
5. Francie 17
6. Švýcarsko 14
7. Rakousko 8
8. Itálie 6
9. USA 3
10. Švédsko 3

Austrálie 2